# Ectaga
Ectaga is een geslacht van vlinders van de familie sikkelmotten (Oecophoridae), uit de onderfamilie Depressariinae.

## Soorten
- E. canescens Walsingham, 1912
- E. garcia Becker, 1994
- E. lenta Clarke, 1956
- E. lictor Walsingham, 1912
- E. promeces Walsingham, 1912